# Зубарев, Юрий Борисович
Юрий Борисович Зубарев (9 февраля 1938, Осташков, Калининская область — 21 апреля 2023) — советский и российский учёный, специалист в области связи и информатики, криптографической защиты, радиосистем передачи, телевизионных систем, ректор Всесоюзного заочного электротехнического института связи (1971—1979), заместитель министра связи СССР (1979—1992), директор Научно-исследовательского института радио (1992—2004), член-корреспондент РАН (1997).

## Биография
Родился 9 февраля 1938 года в городе Осташкове Калининской области.
В 1960 году окончил факультет радиосвязи и радиовещания МЭИС, а в 1964 году — аспирантуру там же.
В 1966 году защитил кандидатскую диссертацию, тема: «Передача видео и звука в совмещённой полосе частот» (научный руководитель — С. И. Катаев).
С 1965 по 1971 годы — начальник научно-исследовательского отдела МЭИС.
С 1971 по 1979 годы — ректор Всесоюзного заочного электротехнического института связи (на тот момент — самый молодой ректор Советского Союза из 828 ректоров).
С 1979 по 1992 годы — заместитель министра связи СССР, начальник Главного управления космической и радиосвязи, председатель Государственной комиссии по радиочастотам.
В 1989 году защитил докторскую диссертацию, тема: «Обнаружение пуска ракет с территории США».
В 1992 году ему было присвоено звание профессора.
С 1992 по 2004 годы — генеральный директор Научно-исследовательского института радио.
В 1997 году избран членом-корреспондентом РАН.
Являлся советником Московского научно-исследовательского телевизионного института.
Скончался 21 апреля 2023 года. Похоронен в Москве на Троекуровском кладбище (участок 35).

## Научная деятельность
Специалист в области информационных систем, цифровой обработки сигналов, цифрового телевизионного вещания, криптографической защиты радиосистем и систем связи.
Автор и соавтор свыше 400 научных работ, в том числе 11 монографий, 31 авторских свидетельств и 21 патентов. Под его научной редакцией опубликовано 8 книг.
Вёл преподавательскую деятельность в МГТУ имени Н. Э. Баумана и Московском техническом университете связи и информатики.
Под его руководством защищено 14 кандидатских диссертации.
Участие в крупных научно-технических проектах
- главный конструктор спутниковой системы «Москва-Глобальная»;
- главный конструктор контейнерных станций космической связи «Наука» для проекта «Фобос»;
- научный руководитель и главный конструктор работ по системе спутникового непосредственного телевизионного вещания «Галс»;
- внёс большой вклад в разработку и проведение испытаний многоразовой космической системы «Энергия-Буран»;
- научный руководитель разработок комплексов криптографической защиты спутниковых радиоканалов.

Участие в научных организациях
- член коллегии Министерства РФ по связи и информатизации[1];
- дважды являлся председателем Экспертного совета ВАК Минобрнауки России[2];
- действительный член Международной академии информатизации (МАИ) — вице-президент МАИ[1];
- академик Международной академии связи, Международной академии наук Евразии[1];
- член Нью-Йоркской Академии наук[1];
- член-корреспондент Академии технологических наук[1];
- почётный член Академии космонавтики имени Циолковского[1];
- председатель русской секции IEEE общества по связи[1];
- член Экспертного совета РАН по космосу[1];
- главный редактор журнала «Цифровая обработка сигналов»[2];
- член редколлегий научно-технических журналов «Электросвязь», «Мобильные системы», «Broadcasting», «Телевидение и радиовещание» и других[2].

## Общественная деятельность[1]
- депутат Ворошиловского районного совета г. Москвы (1985—1990)
- член центрального правления Научно-технического общества имени А. С. Попова (1982—1992)
- член ЦК ДОСААФ (1984—1991)

## Награды
- Орден Октябрьской Революции — за работы по многоразовой космической системе «Энергия-Буран»[3]
- Орден Трудового Красного Знамени[3]
- Орден «Знак Почёта»[3]
- Государственная премия Российской Федерации (за 2000) — за разработку и внедрение цифровой системы передачи дополнительной информации для сетей общего и специального назначения (система «ТВ-Информ»)[8]
- Премия Правительства Российской Федерации (2001) — за разработку и создание общероссийской радиовещательной распределительной сети «Русское радио»[9]
- Заслуженный деятель науки Российской Федерации (1999)[2]
- Почётная грамота Правительства Российской Федерации (9 февраля 1998) — за заслугм в области связи и многолетний добросовестный труд
- Золотая медаль и диплом ВДНХ[3]
- Почётный радист[1]